# Papuadillo cubaroides
Papuadillo cubaroides är en kräftdjursart som beskrevs av Albert Vandel1973. Papuadillo cubaroides ingår i släktet Papuadillo och familjen Armadillidae. Inga underarter finns listade i Catalogue of Life.